# 槊
槊，又稱矟。中國古代冷兵器的一種，一般為馬上使用的武器。槊與矛的形狀相類似，長度較長，古代標準需要超過一丈八尺（漢尺約合23釐米，相當於9英吋，一丈八尺約合4.14米，相當於13.5英尺）。結構上，分為槊柄和槊頭兩部份。槊柄以堅木製成，槊頭呈圓錐形並裝有鐵釘。
秦漢時期馬槊已相當流行。
现存保存最完好的槊为《谈古说兵》一书中所载宋元时期大簿仪仗马槊，双血槽，槽间鋄银鎏金唐草纹饰。

## 相關名人
程咬金（本名程知節）
秦川 《谈古说兵》一书作者